# Shepherd's Bush Empire
Le Shepherd's Bush Empire ou O2 Shepherd's Bush Empire est une salle de concert rock fondée en 1903 dans le quartier de Shepherd's Bush, à Londres, et gérée par le groupe Academy Music Group (en) (O2 Arena). Music hall dans un premier temps, la BBC rachète le bâtiment en 1953 pour s'en servir de studio de télévision (BBC Television Theatre), avant de le revendre en 1991. Il rouvre ses portes en 1994 après rénovation et opère comme salle de concert depuis lors.

## Histoire
Le Shepherd's Bush Empire est construit en 1903 par l'impresario Oswald Stoll et conçu par l'architecte Frank Matcham (en). Le Ashly's Circus et George Strong, puis la troupe de Fred Karno avec Charlie Chaplin figurent parmi les premiers artistes s'y étant produits.
Le bâtiment échappe de peu à la destruction pendant la Seconde Guerre mondiale, puisqu'une bombe frappe le voisinage en 1944 : le Shepherd's Bush Pavilion (en) est totalement éventré et il faut attendre 1955 pour qu'il rouvre.
Les music-halls s'enchaînent au Shepherd's Bush Empire jusqu'au début des années 1950 et le déclin de ce type de divertissements. En 1953, la BBC rachète alors les lieux pour en faire un studio de télévision, le renommant BBC Television Theatre au passage. Plusieurs programmes y sont donc ensuite tournés (Crackerjack, Hancock's Half Hour, The Old Grey Whistle Test, That's Life!, The Generation Game, The Basil Brush Show, Juke Box Jury, This is Your Life, Jim'll Fix It) et la majorité des émissions de musique de la chaîne également. Le bâtiment sert aussi pour Eurovision: Your Country Needs You, la présélection pour le Concours Eurovision de la chanson. De 1985 à 1991, le théâtre n'est quasiment utilisé que pour l'émission Wogan (en), qui y a lieu trois fois par semaine. La BBC quitte alors les locaux.
Il faut attendre 1993 pour que l'entrepreneur Andrew Mahler reprenne le BBC Television Theatre. Il finance alors sa rénovation pour plus d'1 million de £ et le rouvre en 1994 sous le nom de Shepherd's Bush Empire en tant que salle de concert,.